# Biohazard 4D-Executer
Biohazard 4D-Executer (Riesgo biológico 4D- Ejecutor) es una película japonesa de animación 3D de terror y biopunk. Un título que emula a la corriente de juegos de PC que durante una época inundaron las estanterías de la tienda en la época de los primeros Pentium. Es un cortometraje de animación en 3D de unos 20 minutos de duración, producido por Capcom y basado en su popular serie de videojuegos Resident Evil. 
La película narra como una unidad UBCS (Umbrella Biohazard Counter-Measure Service, Servicio de Contramedida a lo Peligroso para Humanos de Umbrella) es enviada a la infestada Raccoon City para localizar a la Dra. Cameron, que desertó de Umbrella llevando consigo su investigación sobre regeneración molecular.
Debido a que sólo se ha estrenado en Japón, se ha convertido en uno de los subproductos de Resident Evil menos conocidos en occidente.

## Argumento
La historia comienza en la devastada Raccoon City, donde un equipo de la UBCS intenta localizar a la Dra. Cameron. Cuando por fin llegan a un almacén donde se cree que la Dra. Cameron se esconde (G.P.S.), el dispositivo está en movimiento por lo que el equipo decide entrar al almacén y cerciorarse de que todo va bien. El equipo entra al almacén y encuentra todo normal, al parecer nada fuera de lugar, pero la acción empieza cuando un miembro del equipo es asesinado por la Doctora Cameron ya transformada en un monstruo con el virus Executer, por lo que abren fuego contra esta, logrando aparentemente matarla. Pero de éste repugnante ser un pequeño organismo logra escapar y se logra apoderar de una rata.
El equipo no encuentra ningún rastro de la Dra. Cameron, por lo que decide que es momento de buscarla en los laboratorios subterráneos de Raccoon City, sin embargo no se dan cuenta de que el roedor los está vigilando. Mientras iban de camino hacia los laboratorios, se puede apreciar como cae un cuervo herido infectado del cielo enfrente del roedor, por lo que el organismo (parecido a una cucaracha pequeña) se apodera ahora del cuervo y empieza a seguir al equipo.
El equipo, ya en los laboratorios, se dispone a encontrar a la Dra. Cameron, aunque un miembro del equipo empieza a manejar paneles de control y el ordenador para apoderarse de la investigación e información de la Dra. Cameron, el resto del equipo lo mira asombrado recordándole su misión, aunque el soldado dice que su misión acababa de ser terminada, puesto que en realidad los mandaron para robar la información. Ahora tendrán que escapar del orgullo y del amor que la Dra. Cameron le tiene a su investigación puesto que ésta no los dejará salirse con la suya tan fácilmente, y además, la Dra. Cameron ya no es humana, sino un monstruo que es capaz de regenerarse en el cuerpo de otros seres vivientes, hasta alcanzar el perfeccionamiento de su anterior forma humana.